# Březová (okres Karlovy Vary)
Březová (německy Pirkenhammer) je obec v okrese Karlovy Vary v Karlovarském kraji. Stojí u řeky Teplé, čtyři kilometry jižně od Karlových Varů. Žije v ní 719 obyvatel. Známá je díky zdejší porcelánce (pod starým německým názvem Pirkenhammer, česky Březová).

## Historie
První písemná zmínka o vesnici pochází z roku 1543.

## Obyvatelstvo
Při sčítání lidu v roce 1921 ve vsi žilo 1 519 obyvatel (z toho 705 mužů), z nichž byli čtyři Čechoslováci, 1 500 Němců a patnáct cizinců. Většina (1 465 lidí) se hlásila k římskokatolické církvi, ale žilo zde také 46 evangelíků, sedm příslušníků nezjišťovaných církví a jeden člověk bez vyznání. Podle sčítání lidu z roku 1930 měla vesnice 1 726 obyvatel: čtrnáct Čechoslováků, 1 691 Němců, jednoho příslušníka jiné národnosti a dvacet cizinců. Kromě římskokatolické většiny ve vsi žilo 65 evangelíků, jeden člen církve československé, jeden žid, jeden příslušník nezjišťovaných církví a třináct lidí bez vyznání.
| Rok            | 1869  | 1880  | 1890  | 1900  | 1910  | 1921  | 1930  | 1950 | 1961 | 1970 | 1980 | 1991 | 2001 | 2011 | 2021 |
| -------------- | ----- | ----- | ----- | ----- | ----- | ----- | ----- | ---- | ---- | ---- | ---- | ---- | ---- | ---- | ---- |
| Počet obyvatel | 1 287 | 1 378 | 1 461 | 1 639 | 1 807 | 1 519 | 1 726 | 627  | 715  | 589  | 549  | 549  | 547  | 549  | 532  |
| Počet domů     | 94    | 99    | 118   | 124   | 127   | 130   | 143   | 138  | 86   | 76   | 76   | 96   | 105  | 112  | 119  |

## Obecní správa
V roce 1869 Březová byla osadou obce Háje v okrese Karlovy Vary. V letech 1880–1930 byla obcí. Od konce druhé světové války do 23. listopadu 1990 patřila jako část statutárního města ke Karlovým Varům a od 24. listopadu 1990 je opět samostatnou obcí.

### Obecní symboly
Znak a vlajka byly obci uděleny rozhodnutím předsedy Poslanecké sněmovny Parlamentu České republiky dne 18. června 2003.

## Pamětihodnosti
- Kostel Jména Panny Marie
- Zatopený kamenný most. Kdysi pod mostem protékala řeka Teplá, dnes je most pod hladinou vodní nádrže Březová.
- Hrázděný Starý mlýn ve stylu chebské architektury, dnes hotel[11]
- Hotel St.Michael
- Zaniklý hrad Funkenštejn

## Galerie

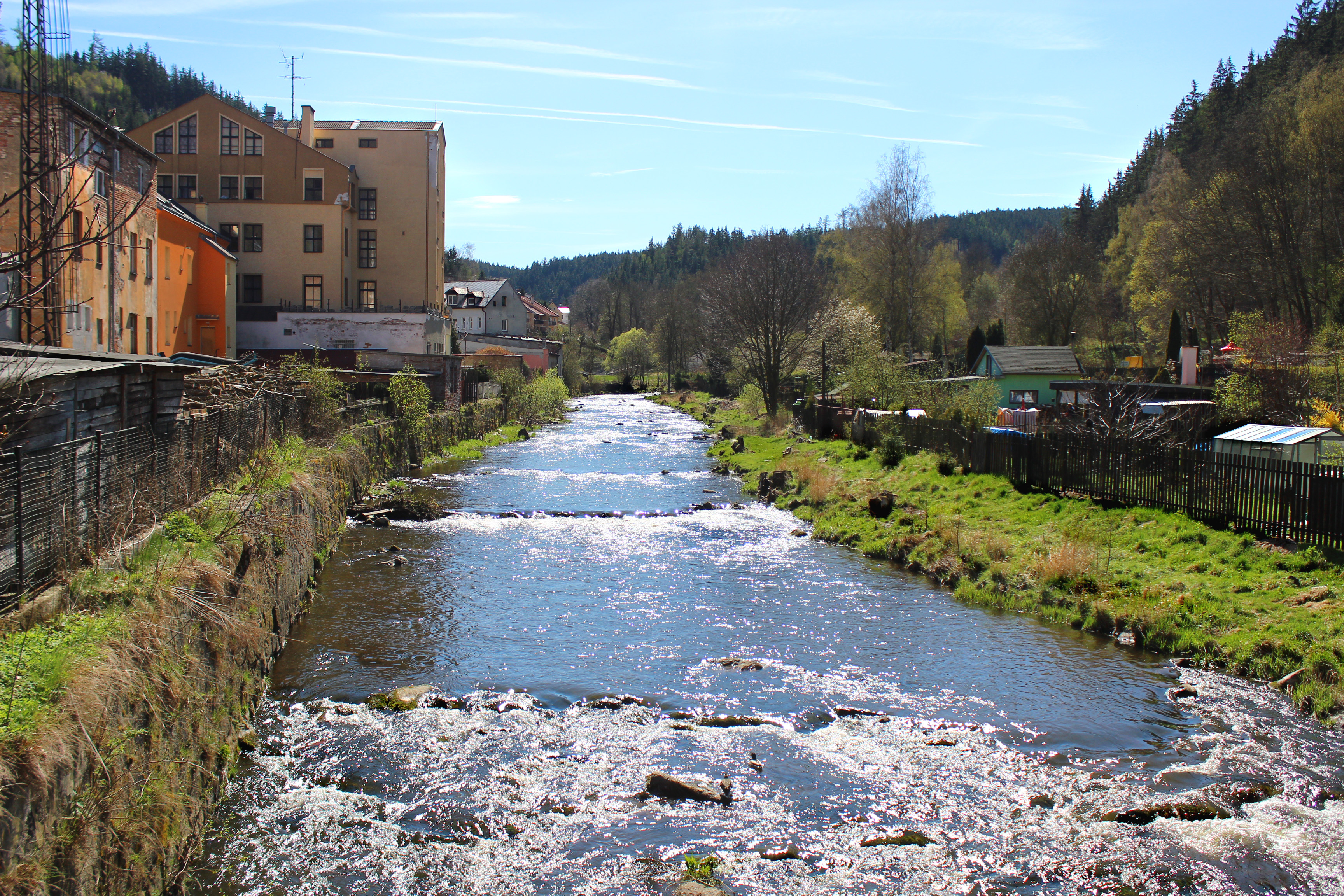
Řeka Teplá
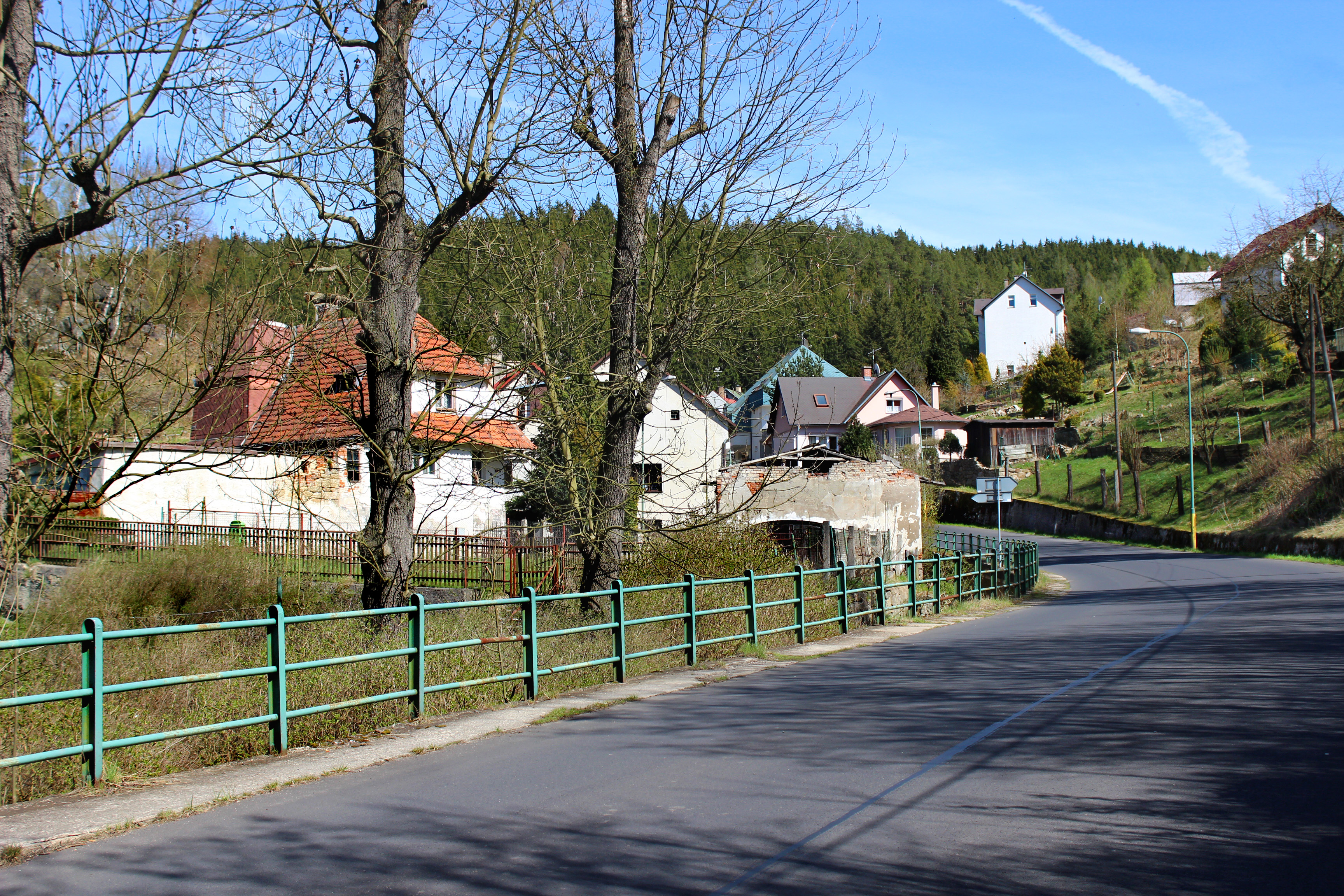
Cínová ulice
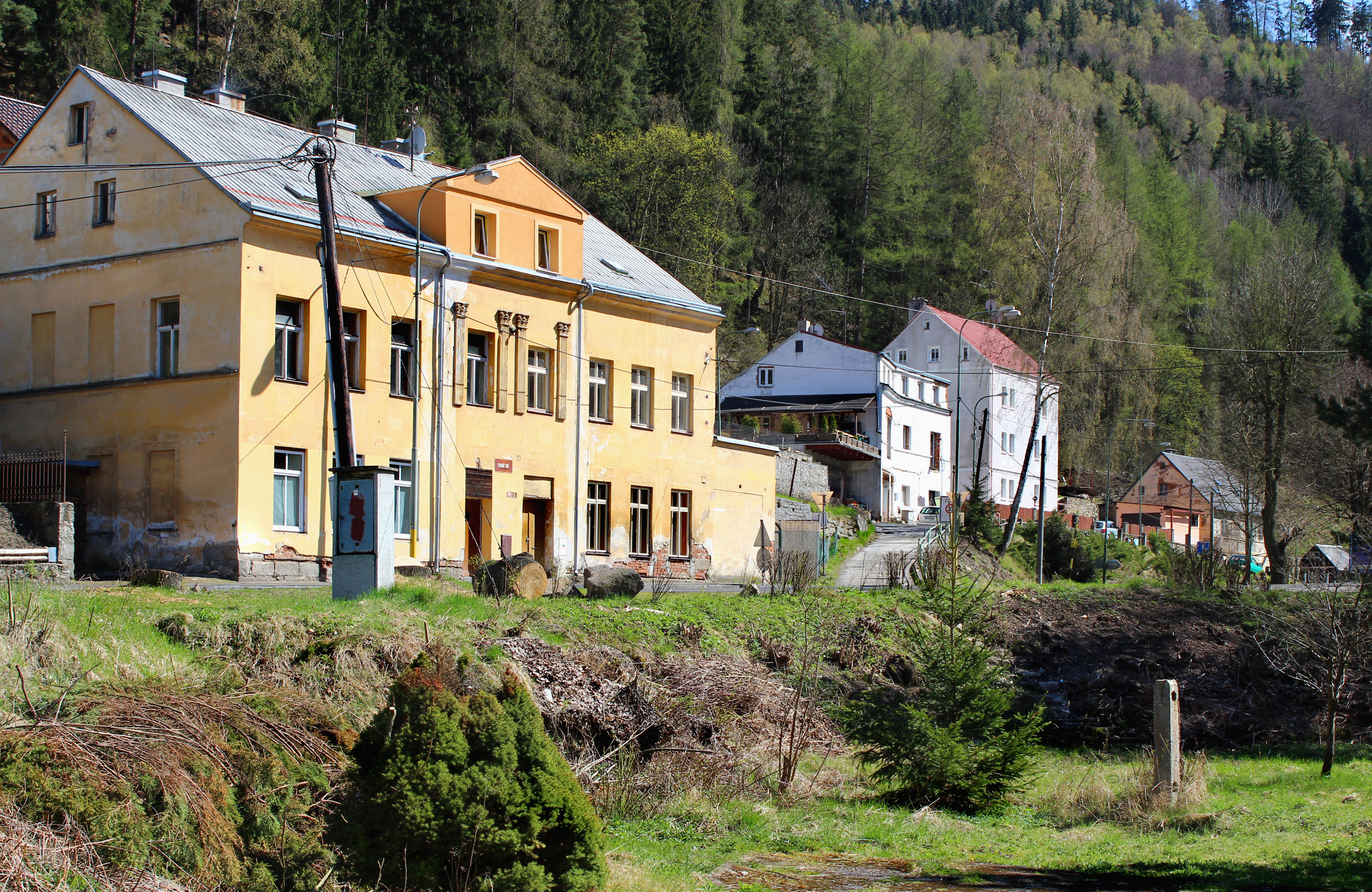
Ulice Nad Kostelem
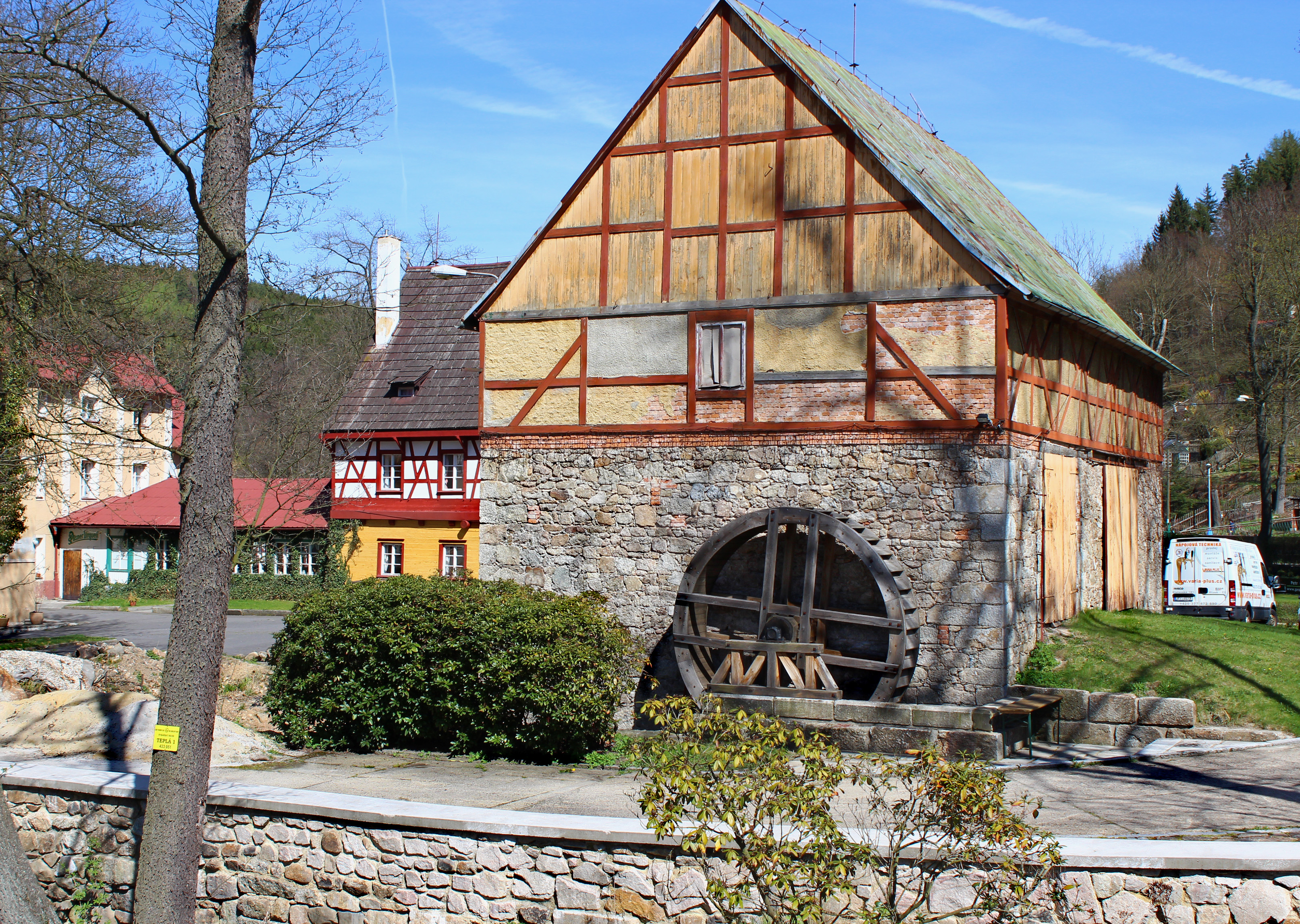
Hotel Starý mlýn